# Camille Decoppet
Camille Decoppet (4 de Junho de 1862 - 14 de Janeiro de 1925) foi um político da Suíça, eleito para o Conselho Federal suíço em 17 de Julho de 1912. Terminou o mandato a 31 de Dezembro de 1919. Foi Presidente da Confederação suíça em 1916.